# Nazcapladen
Nazcapladen er en tektonisk plade under Stillehavet vest for Sydamerika. Den udgør sammen med Cocospladen og Juan de Fuca-pladen rester af den ældre Farallonplade. Den har fået sit navn efter den peruanske havneby Nazca. Nazcaplaten glider ind under den sydamerikanske kontinentalplade, og er dermed med til at forårsage en dybhavsgrav og Andesbjergene.
| Geologi | Spire Denne artikel om geologi er en spire som bør udbygges. Du er velkommen til at hjælpe Wikipedia ved at udvide den. |

15°S 85°V / 15°S 85°V